# Shreeram Abhyankar
Shreeram Abhyankar (Mara: श्रीराम शंकर अभ्यंकर)  (Ujjain, 22 de juliol de 1930 - West Lafayette, 2 de novembre de 2012), conegut informalment com Ram Abhyankar, va ser un matemàtic indi, nacionalitzat estatunidenc.

## Vida i Obra
Tot i haver nascut a Ujjain, Abhyankar va passar la seva infància i adolescència a Gwalior on el seu pare era professor de matemàtiques d'un col·legi de la ciutat del qual, més endavant, en va ser director. Va cursar estudis superiors a la universitat de Bombai amb algunes classes addicionals a l'Institut Tata. El 1950 va ser conscient que, si volia aprofundir en les matemàtiques, havia d'estudiar als Estats Units. El 1951, quan va haver aconseguit les beques necessàries per a la seva manutenció, va començar els seus estudis a la universitat Harvard. El 1956 va obtenir el doctorat sota la direcció d'Oscar Zariski amb una tesi en la qual resolia un problema sobre la resolubilitat de les singularitats de les superfícies de característica P.
Després de ser professor a diferents universitats (Colúmbia, Cornell, Princeton i Johns Hopkins), el 1963 va ser nomenat professor de la universitat Purdue, en la qual va romandre fins a la seva mort el 2012.
El camp de treball més important d'Abhyankar va ser la geometria algebraica, tema sobre el qual va publicar la majoria dels seus més de cent-setanta articles científics. Des de l'inici de la seva recerca, va tenir una especial inclinació per la resolució de les singularitats.
Sempre va estar molt vinculat a la seva cultura índia, i la seva família, incluida la seva esposa nord-americana, parlaven marathi. El 1976, va ser el fundador de l'Institut Bhaskaracharia, a Poona, honrant la memòria de l'antic matemàtic indi Bhaskara II.